# Nimravides
Nimravides es un género extinto de félido dientes de sable. Este tipo de felino vivió en América del Norte a mediados y finales de Mioceno, hace entre 13.6 a 4.9 millones de años. Nimravides no pertenece a la familia Nimravidae, como se podría deducir de su nombre; es un félido verdadero, que pertenece a la familia Felidae. Los Nimravides pertenecen a la tribu comúnmente conocido como gatos con dientes de cimitarra (Homotherini). En esta tribu también forma parte: Amphimachairodus, Homotherium, Lokotunjailurus y Xenosmilus.
Las especies más tempranas del género, como Nimravides pedionomus de depósitos del Chlaredoniano son más pequeños y más primitivos que formas posteriores, como Nimravides catacopsis. La especie N. catacopsis del tamaño de un tigre se parece mucho al primitivo Machairodus aphanistus, una especie conocida desde el Mioceno superior de Eurasia.

## Clasificación
- †Nimravides
  - †Nimravides pedionomus
  - †Nimravides hibbardi
  - †Nimravides catacopsis
  - †Nimravides galiani
  - †Nimravides thinobates (especie tipo)